# Pietà de Brusel·les (Van der Weyden)
La Pietat de Brussel·les (Pietà de Brussel·les) és una pintura a l'oli sobre taula, obra del pintor primitiu flamenc Rogier van der Weyden datada al voltant de 1441. L'obra es conserva al Museu Reial de Belles Arts de Bèlgica, a Brussel·les. Hi ha altres versions i còpies del seu taller, com ara a la Galeria Nacional, Londres, al Prado, Madrid, i a la col·lecció Manzoni, Nàpols. Les anàlisi Infraroja i de raigs X suggereix que la versió de Brussel·les va ser pintada per Van der Weyden, sense excloure necessàriament la participació d'ajudants del taller. L'anàlisi dendrocronològica situa en 1431 la data de la taula de roure del suport, situant la datació de la pintura al voltant 1441.
Lorne Campbell i Jan van der Stock descriuen la pintura com evidenciant un domini tècnic i estètic de cap manera inferior al del Davallament de la Creu del mateix autor, d'una força emocional comparable i controlat per una composició igualment fortament equilibrada. El cos mort de Crist es concep d'una manera similar natural com en el davallament, els braços penjant i els dits flàccids típics de l'observació aguda Van der Weyden. L'allargament notable de les nines de Crist s'ha explicat com la ineptitud d'un assistent, però igualment podria ser una conseqüència del penjament de Crist a la creu, el tipus de detall realista característic de Van der Weyden.
Encara que es van fer un bon nombre d'imitacions de la pietà de Brussel·les, només unes poques es van basar directament en ella. Una connexió directa es pot veure només en les versions pertanyents a la col·lecció Rademakers a la Haia, la del museu Mayer van den Bergh, d'Anvers, i la col·lecció Manzoni, Nàpols. La versió de Manzoni combina característiques de la versió de Brussel·les, així com els de la versió de Madrid i un altre al Staatliche Museen, Berlín.

## Galeria

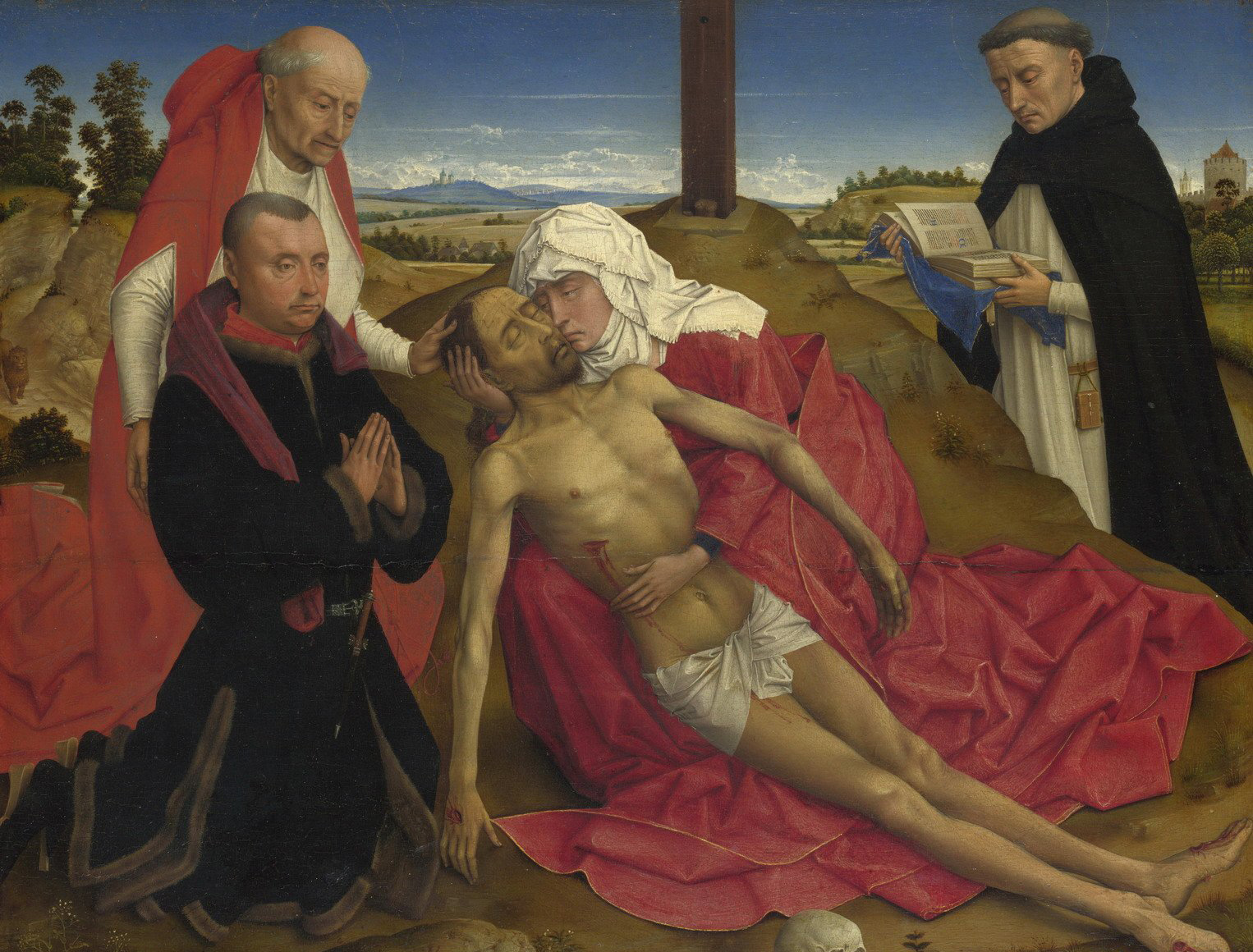
Van der Weyden,c. 1464, National Gallery de Londres
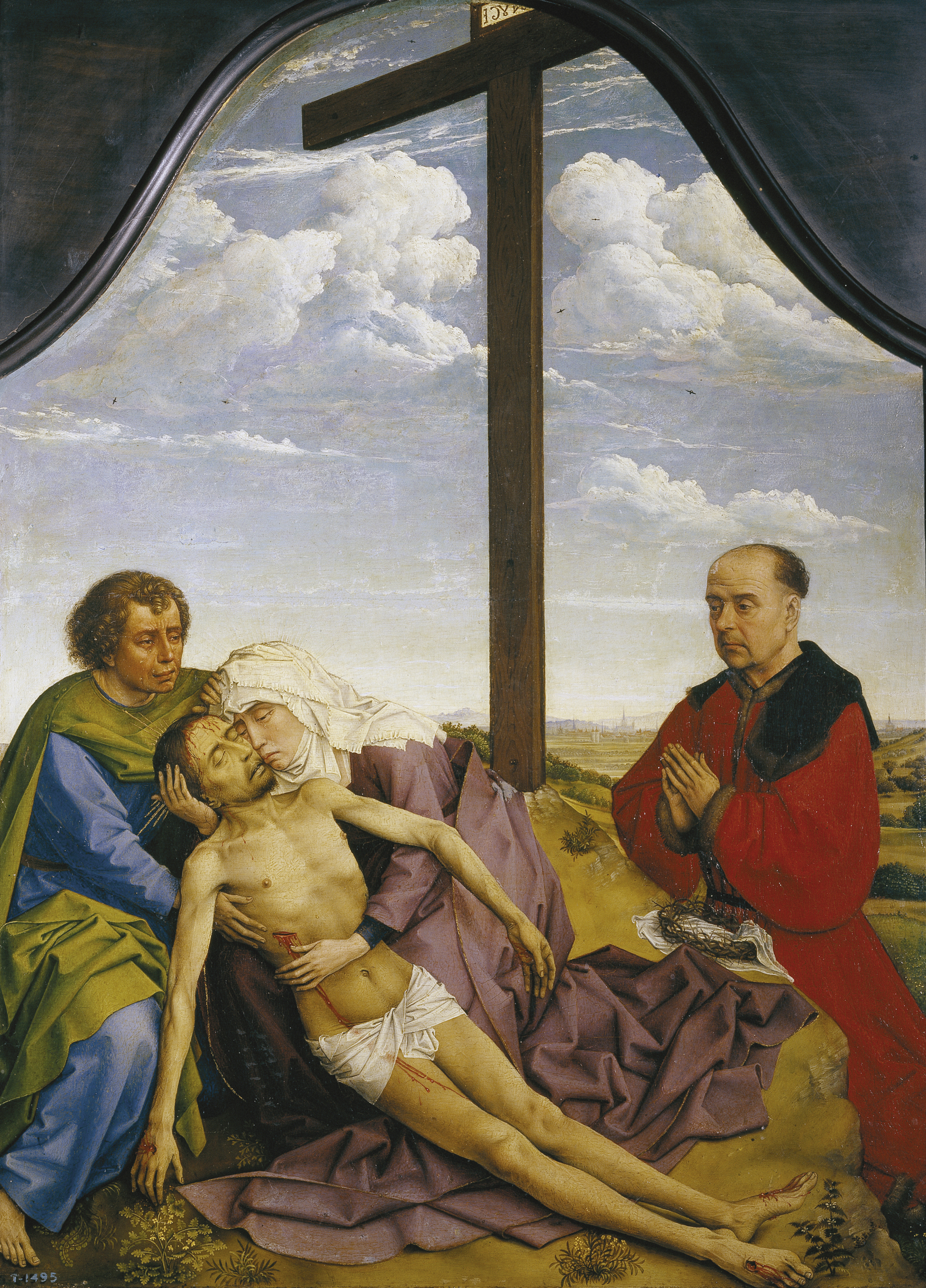
Van der Weyden, 1450, Museu del Prado, Madrid
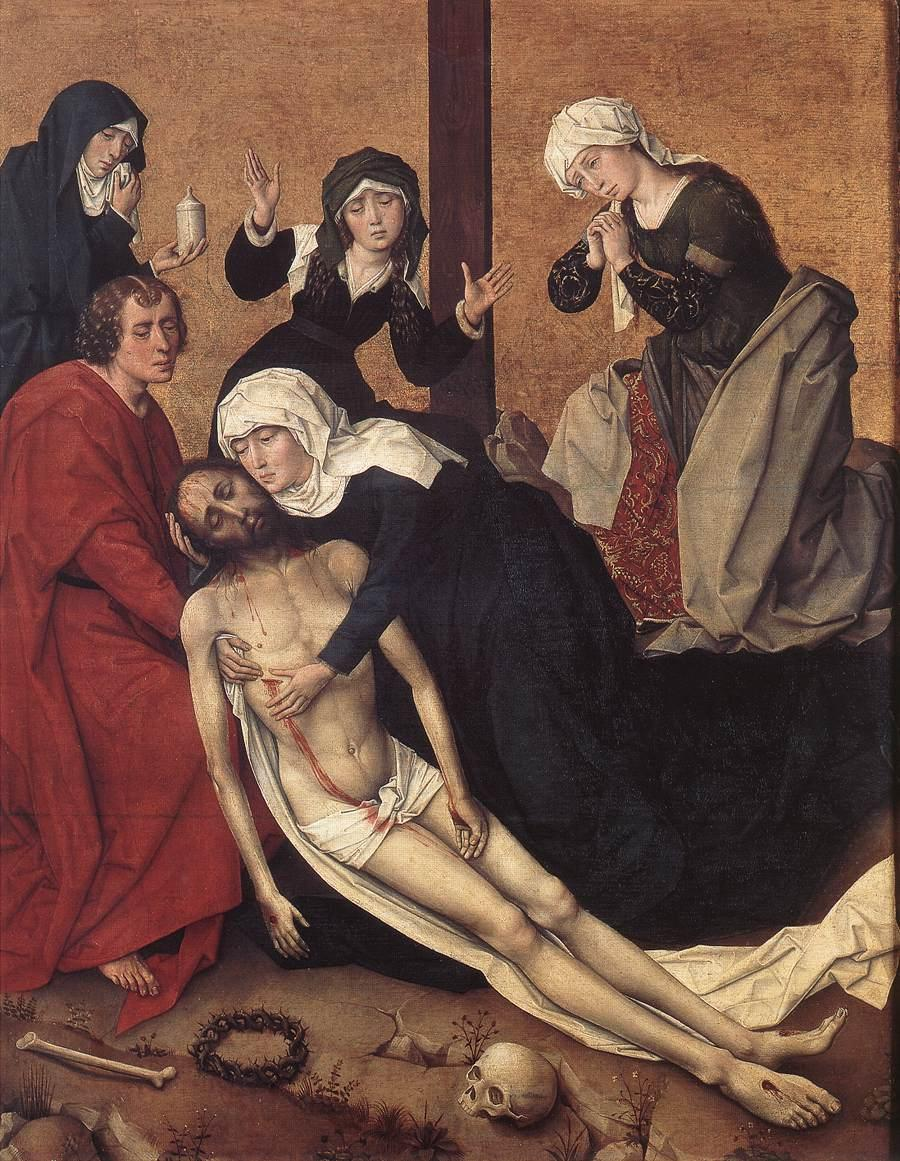
Vrancke van der Stockt, c. 1455-60, museu Mayer van den Bergh, d'Anvers